# خیابان کندی کین (فیلم)
خیابان کندی کین (به انگلیسی: Candy Cane Lane) فیلمی محصول سال ۲۰۲۳ و به کارگردانی رجینالد هودلین است. در این فیلم بازیگرانی همچون ادی مورفی، تریسی الیس راس، جیلیان بل، تادوس جی. میکسون، کن مارینو، دیوید آلن گرایر، نیک آفرمن، جنیا والتون، کریس رد، آنجله جانسون، لومباردو بویار، تیموتی سیمونز، تراوانته رودز، ریکی لیندهوم، کاترین دنت و پنتاتونیکس ایفای نقش کرده‌اند.